# Cassagnabère-Tournas
Cassagnabère-Tournas là một xã thuộc tỉnh Haute-Garonne trong vùng Occitanie in tây nam nước Pháp. Xã nằm ở khu vực có độ cao trung bình 390 mét trên mực nước biển.